# Martin Hunter (Kanute)
Martin John Hunter (* 3. Oktober 1965 in Albury) ist ein ehemaliger australischer Kanute.

## Karriere
Im Alter von 12 Jahren begann Hunter in Albury auf dem Murray River mit dem Kanusport. Anfang noch auf längeren Strecken unterwegs, stieg er dann auf die Sprintdistanz um und nahm im Alter von 17 Jahren an seinen ersten Junioren-Weltmeisterschaften teil.
Im Jahr 1988 nahm Hunter an seinen ersten Olympischen Sommerspielen in Seoul teil. Im Einer-Kajak über 500 Meter kam er als Siebter ins Ziel. Ein Jahr später folgte sein größter Erfolg: als erster Australier holte er eine Gold-Medaille bei Kanurennsport-Weltmeisterschaften. Bei den Wettkämpfen in Plowdiw siegte er im Einer-Kajak über 500 Meter. 1990 und 1994 folgten noch zwei Bronze-Medaillen bei Weltmeisterschaften. Bei Olympischen Sommerspielen verpasste er auch bei seiner zweiten Teilnahme 1992 in Barcelona eine Medaille.
Nachdem er seine Karriere beendet hatte, trainierte er Sportler aus verschiedenen Nationen und war bei vier Olympischen Sommerspielen als Trainer dabei.
Hunter ist inzwischen als SUP-Trainer in Schweden aktiv, wo er auch wohnt. Auf dem SUP wurde er auch schwedischer Sprint-Meister. Er besitzt einen Bachelor-Abschluss in Sportwissenschaften.